# Paralacydes ugandae
Paralacydes ugandae är en fjärilsart som beskrevs av George Francis Hampson 1916. Paralacydes ugandae ingår i släktet Paralacydes, och familjen björnspinnare. Inga underarter finns listade i Catalogue of Life.